# 이원찬 필 호도
이원찬 필 호도(李元粲 筆 虎圖)는 부산광역시 영도구, 국립해양박물관에 있는 조선시대 화가로 알려진 이원찬의 작품으로, 종이에 수묵채색으로 그려진 족자형태의 그림이다. 2019년 7월 24일 부산광역시의 유형문화재 제208호로 지정되었다.

## 개요
국립해양박물관 소장 이원찬(李元粲) 필 <호도(虎圖)>는 조선시대 화가로 알려진 이원찬의 작품으로, 종이에 수묵채색으로 그려진 족자형태의 그림이다. 원산과 근경의 암벽을 배경으로 절벽위에 걸터앉아 하늘을 바라보며 포효하는 모습이다. 화면 하단에는 양각방인의 자호인과 음각방인의 '李元粲(이원찬)'성명인이 관서되어 있다.  
이원찬은 국내에서는 알려지지 않은 화가이나, 일본의『고화비고(古畫備考)』五十卷(오십권)「조선서화전(朝鮮書畵傳)」기록에서 그 뛰어난 필력이 확인되는 인물이다. 현재 알려진 이원찬의 작품 세 점은 모두 호랑이 그림인데, 특히 국립해양박물관 소장 <호도>는 원산의 사선 표현, 암벽사이의 나뭇잎과 폭포 등의 채색표현 등으로 미루어 일본화풍의 영향이 감지되고 있다. 현재 이원찬의 작품으로 알려진 그림은 오사카역사박물관 소장 <호도>와 독일 베를린 국립 아시아미술관 소장 <호도> 2점이 있다. 오사카역사박물관 소장 <호도>는 신기수 컬렉션의 하나로, 배경은 비워둔 채 몸을 웅크리고 돌아보는 호랑이의 모습을 그린 것이며, 독일 베를린 국립아시아미술관 소장 작품도 배경없이 거의 유사한 구도의 작품이다. 이들 작품에서 확인되는 이원찬 호랑이의 특징은 동그랗고 큰 눈, 벌레모양의 작은 눈동자, 살찐 누에 같은 눈썹, 3자 모양의 윗입술, 검은 꼬리 끝과 검은 점이 박힌 하얀 원의 묘사 등이다. 현재 국립해양박물관 소장 <호도> 작품에 관서된 인장과 오사카역사박물관 소장 <호도>의 인장이 동일하며, 호랑이묘사의 특징 및 세밀하고 유려한 필치 또한 일맥상통한다. 
이원찬의 생몰년은 명확하지 않고 국내에서는 알려지지 않은 작가이나, 작품의 구도나 표현에서 일본취향이 감지될 뿐만 아니라 조선통신사회화를 중심으로 수집해왔던 신기수의 컬렉션에 또 다른 이원찬의 작품이 포함된 점 등을 미루어 조선통신사관련 작품일 개연성이 높아, 이 작품은 향후 한일교류작가연구에 중요한 사료가 될 것으로 판단된다. 

## 같이 보기
- 이원찬

## 참고 문헌
- 이원찬 필 호도 - 국가유산청 국가유산포털